# Трутовницы
Трутовницы, или комарики полосатые (лат. Ditomyiidae) — семейство двукрылых насекомых из подотряда длинноусых (Nematocera). Представления о биологии семейства основываются на наблюдениях за небольшим числом видов. Личинки исследованных представителей тесно ассоциированы с грибами, обитающими в разлагающейся древесине, и трутовиками. Взрослые насекомые населяют леса.

## Разнообразие и распространение
Ditomyiidae распространены во всех биогеографических регионах кроме Африкотропики. Наибольшее число видов известно из Австралазии, Неотропики и Палеарктики:
| \| Регион \| Число видов \| \| Палеарктика \| 17 \| \| Неарктика \| 6 \| \| Неотропика \| 26 \| \| Афротропика \| 0 \| \| Индомалайская зона \| 3 \| \| Австралия \| 37 \| |             |
| Регион | Число видов |
| Палеарктика | 17          |
| Неарктика | 6           |
| Неотропика | 26          |
| Афротропика | 0           |
| Индомалайская зона | 3           |
| Австралия | 37          |

## Таксономия

### Современные представители
Группа насчитывает 90—100 современных видов, объединяемых в 6—9 родов. Ниже приведён перечень родов с примерным числом видов (согласно обзору Димитра Бечева (2000)):
- Asioditomyia Saigusa, 1973 — 1 вид;
- Australosymmerus Freeman, 1954 — около 30—35 видов;
- Calliceratomyia Lane, 1946 — 1 вид;
- Celebesomyia Saigusa, 1973 — 1 вид;
- Ditomyia Winnertz, 1846 — 7—9 видов;
- Neocrionisca Papavero, 1977 — 1 вид;
- Nervijuncta Marshall, 1896 — 23—25 видов;
- Rhipidita Edwards, 1940 — 2 вида;
- Symmerus Walker, 1848 — 9—16 видов.

### Ископаемые представители
По ископаемым остаткам из отложений палеогена описаны 4 вида:
- † Centrocnemis imperfectus Riek, 1954 — Австралия, эоцен;
- † Ditomyia pilosella Statz, 1944 — Германия (олигоцен);
- † Symmerus balticus Edwards, 1921 — Балтийское побережье (эоцен/олигоцен);
- † Symmerus defectivus Loew, 1850 — Балтийское побережье (эоцен/олигоцен);